# Gordon Robertson
Gordon Robertson (* 25. Juni 1926 in Castlegar, British Columbia; † 10. Oktober 2019) war ein kanadischer Eishockeyspieler. Bei den Olympischen Winterspielen 1952 gewann er als Mitglied der kanadischen Nationalmannschaft die Goldmedaille.

## Karriere
Gordon Robertson begann seine Karriere als Eishockeyspieler 1945 bei der Juniorenmannschaft Nanaimo Clippers. Anschließend verbrachte er fast seine ganze Laufbahn im Seniorenbereich bis 1960 mit mehreren Unterbrechungen bei den Trail Smoke Eaters aus der Western International Hockey League. Einzig im Jahr 1952 repräsentierte er als Gastspieler mit den Edmonton Mercurys Kanada bei den Olympischen Winterspielen.

### International
Für Kanada nahm Robertson an den Olympischen Winterspielen 1952 in Oslo teil, bei denen er mit seiner Mannschaft die Goldmedaille gewann. In acht Spielen erzielte er vier Tore und sechs Vorlagen.

## Erfolge und Auszeichnungen
- 1952 Goldmedaille bei den Olympischen Winterspielen